# Franz Vacek
Franz Max Huet Vacek (São Paulo, 23 de fevereiro de 1976) é um jornalista brasileiro.  

## História
Graduado em 1999 no curso de Comunicação Social com ênfase em Jornalismo pela Pontifícia Universidade Católica de São Paulo, começou a carreira ainda na faculdade, na TV PUC.
Depois de formado trabalhou na TV Cultura. Passou também pela Produtora Alter Midia, Canal Rural e TV Unifesp, seguindo para a RedeTV! em 2005.
Na TV Unifesp, teve a oportunidade de fazer grandes reportagens. Em uma delas, no Xingu, ficou dez dias no meio da selva sem comunicação, preparando uma reportagem sobre as mulheres do Parque Indígena do Xingu. Em 2004 venceu o Festival de Gramado Cine Vídeo com um especial sobre o Parque Indígena do Xingu.
Também pela TV Unifesp ganhou importantes prêmios na área de jornalismo e saúde, como o primeiro lugar na primeira edição do Prêmio Alexandre Adler de Jornalismo em saúde (com a reportagem Vida Após a Morte), e menção honrosa no III Prêmio Alexandre Adler com o documentário Obesidade – Uma epidemia, exibido pelo Canal Futura.
Na RedeTV!, inicialmente como repórter em São Paulo, recebeu da Associação Brasileira de Telesserviços o Prêmio Nacional de Telesserviços  – edição 2008 pela reportagem “Cartilha explica uso do gerúndio”, exibida no Notícias das 6.
Em maio de 2008, tornou-se o primeiro correspondente internacional da RedeTV!, fixando residência em Paris para cobrir inicialmente a Europa por meio de vídeorreportagens. Logo começou a realizar diversas coberturas importantes pela emissora. Em novembro de 2008, cobriu com exclusividade para televisão brasileira, na biblioteca do Vaticano, o encontro entre o presidente Lula e o papa Bento 16.
Em abril de 2009, Franz Vacek foi um dos primeiros jornalistas a entrar em Áquila, no centro da Itália, cidade destruída por um terremoto.
Em janeiro de 2010, o jornalista percorreu de norte a sul o Haiti, país devastado por um terremoto . Em dezembro do mesmo ano intermediou a parceria da RedeTV! com a ORANGE, que permitiu a exibição da programação da emissora na mídia francesa.
Em 2011 foi o primeiro repórter de uma emissora brasileira a entrar na Líbia durante os protestos contra o ditador Gaddafi. Em 26 de fevereiro, o jornalista entrou na Líbia pela fronteira com o Egito e foi até a cidade de Tobruk, na costa leste do país. De volta ao Egito, depois de passar o dia na Líbia, falou ao vivo para o RedeTV! News, dando todos os detalhes sobre a situação no país.
Vacek voltou à Líbia no final de agosto de 2011, onde foi surpreendido por uma emboscada armada por mercenários pró-Kadafi ao sul de Trípoli, enquanto gravava acompanhando rebeldes. O repórter ficou em meio ao fogo cruzado por três vezes, mas escapou ileso. Ainda em 2011, cobriu o conflito na praça Tahir no Egito que culminou com a queda do presidente Hosni Mubarak.
Em 11 de março de 2011, esteve também na cobertura do tsunami e do acidente nuclear ocorrido em consequência dos danos causados pelo sismo em Fukushima no Japão um ano antes.
Fez parte de uma das primeiras equipes de jornalistas convidadas pelo governo ucraniano a visitar a usina nuclear de Chernobyl, 25 anos depois da explosão ocorrida em 26 de abril de 1986 na então União Soviética, considerado o maior desastre nuclear da história.
Em abril de 2012, em Nova Delhi, na Índia, cobriu com exclusividade a visita da presidente Dilma Rousseff ao Taj Mahal, no norte do país. Logo depois entre julho e agosto de 2012, o jornalista cobriu as Olimpíadas de Londres para a Rede TV!.
Em fevereiro de 2014, Franz Vacek retornou à Ucrânia, transformada em zona de confronto e palco de violentos distúrbios. Nos momentos iniciais do conflito, era o único jornalista de uma televisão brasileira fazendo a cobertura da capital Kiev.
Em 04 de agosto, após seis anos, o correspondente internacional Vacek retornou ao País para assumir a superintendência de jornalismo, esporte e digital da RedeTV!, substituindo Americo Martins. Um dos destaques em seu primeiro ano de gestão foi a contratação da jornalista Mariana Godoy, até então apresentadora do Jornal das Dez, da GloboNews, para apresentar um programa de talkshow. Mauro Tagliaferri, outro nome conhecido do jornalismo e do esporte, também se juntou à emissora.
No esporte, destacam-se na gestão de Vacek o fortalecimento da parceria fechada com o XFC para a transmissão de campeonatos de MMA, a aquisição dos direitos de transmissão da Superliga, principal campeonato de vôlei no país e a transmissão do Campeonato Paulista de Basquete.
Em setembro de 2015, a CNN convidou Franz Vacek para representar o Brasil em um encontro promovido pelo CNN Journalism Fellowship (CJF), um programa voltado para profissionais do jornalismo trocarem experiências e discutirem questões de mercado, realizado na cidade de Atlanta em setembro de 2015. Desde sua criação por Ted Turner em 1989, o CJF já recebeu mais de 900 correspondentes, editores, produtores, âncoras e diretores de mais de 300 emissoras de quase 140 países.
Nessa mesma época, foram lançados dois novos programas: o Super Extremo, apresentado por Fernando Navarro, voltado para os esportes radicais, e o Documento Verdade, com Augusto Xavier, que apresentará reportagens especiais e investigativas. Também retornou à emissora o jornalista Laerte Vieira, como repórter especial do Good News.
No dia 10 de março de 2020, Franz Vacek ganhou o Prêmio de Segurança Humana do ISHALC em parceria com a ONU na categoria imprensa pelo trabalho dele como jornalista, repórter de guerra, correspondente internacional e executivo de televisão em prol do desenvolvimento humano e olhar para a primeira infância.  O Instituto de Segurança Humana para a América Latina e Caribe (ISHALC), órgão ligado à Organização das Nações Unidas (ONU), anunciou a instalação de uma chancelaria no Brasil na data da honraria concedida ao jornalista.
Em 24 de fevereiro de 2023, anuncia sua saída da RedeTV! após 18 anos de serviços prestados, devido às sugestões para a melhora no jornalismo terem sido rejeitadas pelos proprietários da emissora, uma vez que era diretor do departamento de jornalismo, esportes e digital do canal, além de que a mesma passava por uma crise financeira e de audiência.